# Matonotus granulatus
Matonotus granulatus är en insektsart som beskrevs av Capener 1954. Matonotus granulatus ingår i släktet Matonotus och familjen hornstritar. Inga underarter finns listade i Catalogue of Life.